# Azul de hidroxinaftol
El Azul de hidroxinaftol (C20H11N2O11S3Na3) es un azoderivado sulfonatado soluble en agua que da coloraciones azules. Es usado como indicador de pH así como en valoraciones complexométricas.

## Propiedades
En soluciones acuosas de pH ácido el Azul de hidroxinaftol se torna de color púrpura-rosáceo.